# Edstrandska stiftelsens stipendium

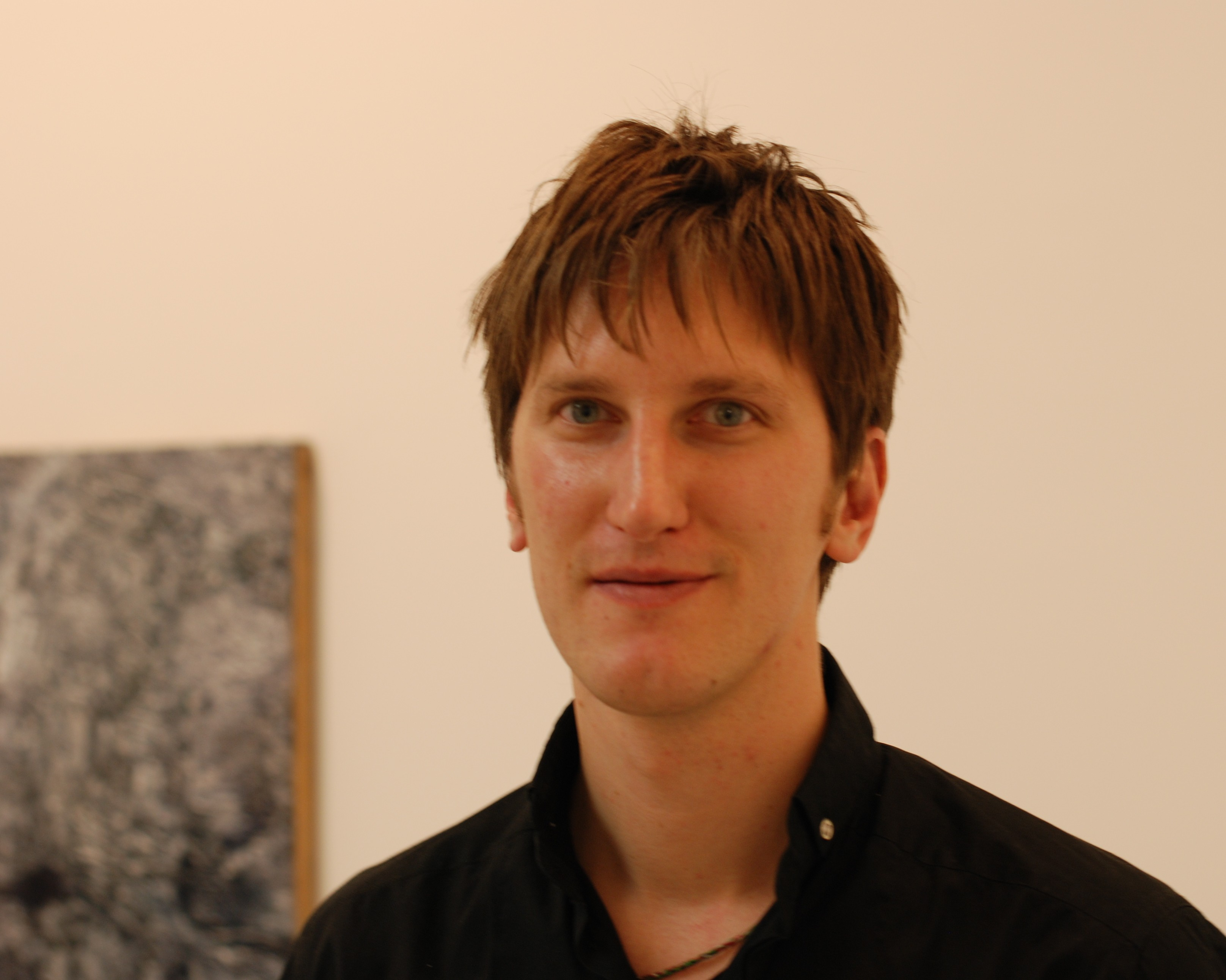
Viktor Rosdahl, stipendiat 2010

Edstrandska stiftelsens stipendium är stipendier för bildkonstnärer, som delas ut årligen i oktober månad sedan 1951.
Edstrandska stitelsen har sitt säte i Malmö och har det fullständiga namnet Reinhold Edstrands och hans syskon Gunhild och Theklas stiftelse. Stipendiet är på 200.000 kronor till varje mottagare. Det delas sedan år 2011 ut av Konsthögskolan i Malmö och har tidigare delats ut av Rooseum samt 2005-10 av Malmö konstmuseum.

## Stipendiater
- 2022[2]
  - Emm Berring
  - Ferdinand Evaldsson
  - Linnea Rygaard
  - Ana Rebordão
  - Therese Bülow Jørgensen
  - Ruben Risholm
  - Erlend Rødsten
  - Amund Öhrnell

- 2021[3]
  - Lena Bergendahl
  - Nicklas Randau
  - Johan Österholm
  - Louise Hammer
  - Olle Helin
  - Fanny Hellgren
  - Dag Kewenter

- 2020[4]
  - Jasmine Christensson
  - Maria Jacobson
  - Helen Haskakis
  - Oskar Persson
  - Frederikke Jul Vedelsby

- 2019[5]
  - Tobias Sjöberg
  - Andreas Albrectsen
  - Sara Jordenö
  - Pauliina Pietilä
  - Andreas Amble
  - Rannveig Jonsdottir
  - Gabriel Karlsson
  - Carolina Sandvik
- 2018[5]
  - Elinor Lager
  - Ingela Irman
  - Joana Pereira
  - Joakim Sandqvist
  - John Skoog
  - Ylva Westerlund
- 2017[6]
  - Hertha Hansson
  - Emelie Sandström
  - Fredrik Hofwander
  - John Alberts
  - Mads Juel Johansen
  - Samaneh Reyhani
- 2015
  - Ingrid Furre, poet och installationskonstnär
  - Maj Hasager (född 1977), fotograf och videokonstnär
  - Gabriella Ioannides (född 1964), målare
  - Anna Ling (född 1971), målare och tecknare

- 2014[7]
  - Jens Fänge, målare
  - Tamar Guimarães, videokonstnär
  - Danilo Stankovic (född 1981), målare

- 2013
  - Örn Alexander Ámundasson, konceptkonstnär
  - Henrik Lund Jørgensen (född 1975), videokonstnär
  - Jakob Simonson (född 1974), målare
  - Thale Vangen (född 1974), skulptör

- 2012
  - Lisa Jeannin (född 1972), videokonstnär och skulptör
  - Viktor Kopp (född 1971), målare
  - Sirous Namazi, skulptör
  - Lovisa Ringborg, fotograf

- 2011
  - Lundahl & Seitl

- 2010
  - Luca Frei
  - Gunilla Klingberg
  - Viktor Rosdahl
  - Christine Ödlund

- 2009
  - Mats Andersson
  - Ann Böttcher
  - Martin Jacobson
  - Tova Mozard

- 2008
  - Anna Ling
  - José Luis Martinat
  - Lina Selander
  - David Svensson

- 2007[8]
  - Kajsa Dahlberg
  - Matti Kallioinen
  - Kristina Matousch
  - Johan Thurfjell

- 2006
  - Nathalie Djurberg
  - Lisa Jeannin
  - Leif Holmstrand
  - Per Wizén

- 2005
  - Annika Ström
  - Astrid Svangren
  - Henrik Håkansson
  - Ola Pehrson

- 2004
  - Konstnärsduon Grönlund–Nisunen

- 2002[9]
  - Peter Land
  - Maria Lindberg
  - Thorvaldur Thorsteinsson
  - Salla Tykkä
  - Knut Åsdam

- 1998
  - Annika von Hausswolff
  - Lena Mattsson
  - Eija-Liisa Ahtila
  - Olafur Eliasson
  - Ann Lislegaard
  - Monika Nyström